# 代官山AIR
代官山 AIR（だいかんやま エアー）は日本の東京都渋谷区猿楽町にかつて存在したクラブ。有限会社グローバル・ハーツが経営する。

## 概要
2001年（平成13年）9月にオープン。メインフロアは地下二階。そのほか地下一階にラウンジが存在し、ギャラリースペースにもなる。
一階はFRAMESというカフェである。
2015年（平成27年）12月31日を以って閉店。

## 立地
代官山の名を冠しているが、実際は猿楽町にあり、渋谷駅からのアクセスも容易である。 周囲には比較的住宅地が多く、出入の際には注意が必要である。